# Еличе
Еличе (итал. Elice) је насеље у Италији у округу Пескара, региону Абруцо.
Према процени из 2011. у насељу је живело 366 становника. Насеље се налази на надморској висини од 238 м.

## Становништво
| 1931. | 1936. | 1951. | 1961. | 1971. | 1981. | 1991. | 2001. | 2011. |
| ----- | ----- | ----- | ----- | ----- | ----- | ----- | ----- | ----- |
| 2.388 | 2.510 | 2.374 | 1.978 | 1.613 | 1.657 | 1.751 | 1.731 | 1.729 |